# Crane, Barbados
Crane är en parishhuvudort i Barbados. Den ligger i parishen Saint Philip, i den sydöstra delen av landet. Antalet invånare är 935.
Den högsta punkten i närheten är 51 meter över havet, 1,0 km väster om Crane.